# Ceresium casilelium
Ceresium casilelium là một loài bọ cánh cứng trong họ Cerambycidae.